# Vintage Trouble
Vintage Trouble ist eine US-amerikanische Rhythm-&-Blues-Band. Gegründet wurde die Band 2010 in Los Angeles. Seitdem hat die Gruppe drei Alben veröffentlicht und tourte unter anderem mit AC/DC, The Who und Bon Jovi.

## Geschichte
Die Band wurde 2010 von Ty Taylor, der zuvor schon in Australien als Teilnehmer der australischen Fernsehsendung Rock Star: INXS und als Sänger der Band Dakota Moon eine gewisse Berühmtheit erlangt hatte, und Nalle Colt in Los Angeles gegründet. Bald stießen Rick Barrio Dill und Richard Danielson dazu und die Band veröffentlichte ihr erstes Album The Bomb Shelter Sessions.
Es folgten Auftritte in Los Angeles und Umgebung, außerdem tourte die Gruppe durch Europa und spielte unter anderem als Vorband für The Rolling Stones, Bon Jovi und AC/DC. Im Zuge der Europa-Tournee wurde die Dokumentation 80 Shows in 100 Days gedreht. Die Band trat außerdem bei verschiedenen großen amerikanischen TV-Shows auf und konnte dadurch eine größere Bekanntheit erlangen. Ihre Auftritte in Deutschland wurden von Kritikern gelobt, so schrieb etwa die FAZ von einer „Sensation“. Auch die Alben erreichten in Deutschland ein positives Feedback. Ihr im August 2015 veröffentlichtes drittes Album 1 Hopeful Rd. schaffte es auf Platz 43 in den deutschen Charts, auf Platz 26 in Österreich und auf Platz 6 in der Schweiz und wurde unter anderem „CD der Woche“ beim hessischen Radiosender hr1.

## Diskografie
Alben
- The Bomb Shelter Sessions (2011)
- 1 Hopeful Rd. (2015)
- Juke Joint Gems (2021)
- Heavy Hymnal (2023)

EPs
- The Swing House Acoustic Sessions (2014)
- Chapter II – EP I (2019)
- Chapter II – EP II (2019)